# Terentius Vespa
Terentius Vespa ist der Name eines antiken Römers aus der Familie der Terentier, den Marcus Tullius Cicero in seinem 55 v. Chr. veröffentlichten Werk De oratore („Über den Redner“) als Erzähler eines Witzes und damit verbunden als Redner mit stilsicherem Sinn für Humor erwähnt.
Im betreffenden Teil im 2. Buch seines Werkes analysiert Cicero, der an dieser Stelle Gaius Iulius Caesar Strabo Vopiscus für sich sprechen lässt, die Beschaffenheit des Witzes und die Frage, welche Witze für den Rhetor zulässig seien. Ein Witz des Terentius Vespa erscheint als Beispiel für eine (für den Rhetoriker zulässige) Mehrdeutigkeit (ambiguum), die im Lateinischen auf der Doppeldeutigkeit einer Aussage beruht:

“[…] ut in illum Titium, qui cum studiose pila luderet et idem signa sacra noctu frangere putaretur gregalesque eum, cum in campum non venisset, requirerent, excusavit Vespa Terentius, quod eum bracchium fregisse diceret.”

„[…] wie bei dem auf jenen Titius gemünzten Ausspruch, der ein leidenschaftlicher Ballspieler war und im Verdacht stand, er würde des Nachts Götterstatuen beschädigen. Als er einmal nicht auf das Marsfeld gekommen war und seine Mannschaftskameraden nach ihm fragten, entschuldigte ihn Vespa Terentius mit den Worten, er habe einen Arm gebrochen.“

Die Aussage eum bracchium fregisse, also dass er einen Arm gebrochen hat (und deswegen verhindert sei), kann sich darauf beziehen, dass ihm beim Sport oder bei einer anderen Tätigkeit ein Unfall passiert war, er also einen gebrochenen Arm habe, aber ebenfalls, dass er den Arm einer Statue zerbrochen habe. Das Verb frangere (= brechen) kann beides bedeuten.
Da die Rahmenerzählung von Ciceros Buch ins Jahr 91 v. Chr. gelegt ist, könnte es sich bei dem genannten Titius um Sextus Titius handeln, den Volkstribunen von 99 v. Chr., zumindest ist sonst für diese Zeit kein weiterer Titius überliefert.
Bei Terentius handelte es sich um einen Angehörigen der plebejischen Familie der Terentii, bei Vespa (lateinisch für „Wespe“, jedoch ist der Name eigentlich anderen Ursprungs) sehr wahrscheinlich um dessen Cognomen. Dass Cicero die Namen in der eigentlich im offiziellen Sprachgebrauch „falschen“ Reihenfolge Vespa Terentius verwendet (zuerst das Cognomen, dann das nomen), war nach einer älteren Sitte zu dieser Zeit üblich und ist auch bei Cicero selbst anderweitig häufig bezeugt.